# Os Homens São de Marte, as Mulheres São de Vênus
Os Homens São de Marte, as Mulheres São de Vênus (em inglês:  Men Are from Mars, Women Are from Venus) é um livro escrito pelo autor e conselheiro de relacionamento americano  John Gray, publicado em maio de 1992. O livro foi publicado depois que o autor se formou em meditação e fez um curso por correspondência em psicologia.
O livro afirma que os problemas de relacionamento mais comuns entre homens e mulheres são resultado de diferenças psicológicas fundamentais entre os sexos, que o autor explica por meio de sua metáfora: que homens e mulheres são de planetas distintos - homens de Marte e mulheres de Vênus - e que cada sexo está aclimatado à sociedade e aos costumes de seu planeta, mas não aos do outro. Um exemplo é a reclamação dos homens de que se eles oferecem soluções para problemas que as mulheres trazem na conversa, as mulheres não estão necessariamente interessadas em resolver esses problemas, mas principalmente querem falar sobre eles. O livro afirma que cada sexo pode ser entendido em termos de maneiras distintas de responder ao estresse e a situações estressantes.
O livro vendeu mais de 15 milhões de cópias e, de acordo com uma reportagem da CNN, foi a "obra de não-ficção mais bem classificada" da década de 1990,  passando 121 semanas na lista dos mais vendidos. O livro e sua metáfora central tornaram-se parte da cultura popular e a base para os livros, gravações, seminários, feiras temáticas subsequentes do autor e outras produções culturais.

## Ideia Central
O autor afirma que homens e mulheres medem a quantidade de quanto dar e quanto receber nos relacionamentos. Se o equilíbrio mudar, uma pessoa que estiver sentindo que deu mais do que recebeu, pode sentir-se ressentida. Este é um momento em que apenas a comunicação pode ajudar a trazer o relacionamento de volta ao equilíbrio. Homens e mulheres veem a forma de dar e de receber amor de maneira diferente e como as ações individuais destinadas a expressões do amor são "computadas". Mulheres e homens costumam se surpreender ao descobrir que seus parceiros "anotam a pontuação" ou que seus métodos de pontuação diferem amplamente.
Ele diz que as mulheres usam um sistema de pontos que poucos homens conhecem. Cada ato individual de amor recebe um ponto, independentemente da magnitude. Os homens, por outro lado, atribuem pequenos atos, pequenas despesas, menos pontos. Blocos maiores de pontos (20, 30, 40 pontos, etc.) vão para o que eles consideram gastos maiores.
Para uma mulher, um sentimento forte produzido pela atenção sincera de seu parceiro é inseparável do ato em si. A percepção diferente das despesas pode levar ao conflito quando o homem pensa que seu trabalho lhe rendeu, digamos, 20 pontos e merece o reconhecimento correspondente, enquanto a mulher atribuiu a ele apenas 1 ponto e o reconhece de acordo. O homem tende a pensar que pode fazer algo importante para a parceira (marcando 50 pontos) e não fazer muito mais, presumindo que ele "acumulou" pontos e pode se dar ao luxo de deixar tal preocupação de lado no relacionamento. A mulher deve ficar satisfeita com seu desempenho e dar-lhe crédito por isso. Em vez disso, a mulher prefere que muitas pequenas coisas sejam feitas por ela regularmente, porque as mulheres gostam de pensar que seus homens estão pensando nelas e se importam com elas mais constantemente. Gray esclarece como essas duas percepções diferentes causam conflito. Ele encoraja os casais a falar abertamente sobre essas questões.
Outra ideia importante apresentada no livro de Gray diz respeito à diferença na maneira como os gêneros reagem ao estresse. Gray afirma que quando a tolerância masculina a situações estressantes é excedida, eles se retiram temporariamente, "retirando-se para sua caverna", por assim dizer. Frequentemente, eles literalmente se retiram: por exemplo, para a garagem ou para passar o tempo com os amigos. Em suas "cavernas", os homens (escreve Gray) não estão necessariamente focados no problema em questão. No entanto, esse "intervalo" permite que eles se distanciem do problema e relaxem, permitindo-lhes reexaminar o problema mais tarde a partir de uma nova perspectiva.
Gray afirma que o retiro masculino na caverna tem sido historicamente difícil para as mulheres entenderem. Quando as mulheres ficam excessivamente estressadas, sua reação natural é conversar com alguém próximo sobre isso (mesmo que falar não forneça uma solução para o problema em questão). Isso configura uma dinâmica natural em que o homem recua enquanto a mulher tenta se aproximar, o que se torna uma grande fonte de conflito entre eles.
A "onda" é um termo que Gray usa para descrever uma dinâmica natural centrada em torno da capacidade de uma mulher de dar a outras pessoas. Ele escreve quando ela se sente cheia de amor e energia para dar aos outros, sua onda é estável. Quando ela se entrega, mas não recebe o amor e a atenção adequados em troca, sua onda se torna desequilibrada, atingindo a crista e eventualmente quebrando. Então, a mulher precisa da atenção, escuta, compreensão e segurança das pessoas ao seu redor - bem como do amor-próprio. Gray explica que, uma vez que ela seja rejuvenescida ao obter o apoio de que precisa, sua onda é capaz de crescer e se elevar mais uma vez, com amor e energia renovados para doar. Os homens, aconselha Gray, devem apoiar esse ciclo natural, não sendo ameaçados por ele ou dizendo a ela por que ela não deve se sentir como uma mulher se sente.

## Edições
- Gray, João (1995), Os Homens São de Marte, as Mulheres São de Vênus, Brasil: Editora Rocco
- ———— (2006), Os Homens São de Marte, as Mulheres São de Vênus, Portugal.